# جولينا روز
 جولينا روز مورييلو (Julianna Rose Mauriello)، من مواليد 26 مايو 1991، هي ممثلة ومغنية أمريكية. اشتهرت بدور "ستيفاني" في مسلسل "LazyTown" (مدينة الكسل) من إنتاج Nickelodeon.

## تلفزيون
المسلسلات التلفزيونية التي شاركت فيها:
- لايزي تاون

## روابط خارجية
جولينا روز مورييلو على موقع magrohil (العربية)
- جولينا روز على موقع IMDb (الإنجليزية)
- جولينا روز على موقع روتن توميتوز (الإنجليزية)
- جولينا روز على موقع قاعدة بيانات برودواي على الإنترنت (الإنجليزية)
- جولينا روز على موقع أول ميوزيك (الإنجليزية)
- جولينا روز على موقع ديسكوغز (الإنجليزية)
- جولينا روز على موقع قاعدة بيانات الفيلم (الإنجليزية)